# キーオン・エリス
キーオン・タイリース・エリス（Keon Tyrese Ellis, 2000年1月8日 - ）は、アメリカ合衆国フロリダ州ユースティス出身のプロバスケットボール選手。NBAのサクラメント・キングスに所属している。ポジションはシューティングガード。

## 経歴

### ハイスクール
高校4年目のシーズンに平均12.7得点・11リバウンド・2アシストを記録し、チームは29勝1敗の好成績だった。
NCAAのガードナー＝ウェブ大学へ進学予定だったが学業不振により断念し、NJCAAのフロリダ・サウスウェスタン州立大学へ進学した。

### カレッジ

#### フロリダ・サウスウェスタンステート
2年目の2019-20シーズン、2020年1月4日のセントピーターズバーグ・カレッジ戦で大学記録となる41得点を記録した。このシーズンは平均18.1得点・4.3リバウンド・2.2アシスト・2.1スティールを記録し、サンコースト・カンファレンスの最優秀選手賞を受賞した。シーズン終了後、アラバマ大学へ転校した。

#### アラバマ
2020-21シーズンは平均5.5得点・4リバウンドを記録した。
2021-22シーズンは平均12.1得点・6.1リバウンド・1.8アシストを記録し、SECオールディフェンシブチームに選出された。

### サクラメント・キングス
2022年のNBAドラフトでは指名がなく、ドラフト後にサクラメント・キングスとツーウェイ契約を結んだ。
2022-23シーズンはNBAで16試合に出場した。
2023年7月2日にキングスと新たなツーウェイ契約を結び、2024年2月9日に複数年の正式契約を結んだ。4月9日のオクラホマシティ・サンダー戦でキャリアハイとなる26得点を記録した。

## 個人成績

### NBA

#### レギュラーシーズン
| シーズン | チーム | GP  | GS | MPG  | FG%  | 3P%  | FT%  | RPG | APG | SPG | BPG | PPG |
| -------- | ------ | --- | -- | ---- | ---- | ---- | ---- | --- | --- | --- | --- | --- |
| 2022–23  | SAC    | 16  | 0  | 4.4  | .438 | .500 | .571 | .5  | .4  | .3  | .1  | 1.5 |
| 2023–24  | SAC    | 57  | 21 | 17.2 | .461 | .417 | .743 | 2.2 | 1.5 | .9  | .5  | 5.4 |
| 2024–25  | SAC    | 80  | 28 | 24.4 | .489 | .433 | .849 | 2.7 | 1.5 | 1.5 | .8  | 8.3 |
| 通算     | 通算   | 153 | 49 | 19.6 | .479 | .429 | .805 | 2.2 | 1.4 | 1.2 | .6  | 6.5 |

### カレッジ
| シーズン | チーム   | GP | GS | MPG  | FG%  | 3P%  | FT%  | RPG | APG | SPG | BPG | PPG  |
| -------- | -------- | -- | -- | ---- | ---- | ---- | ---- | --- | --- | --- | --- | ---- |
| 2020–21  | アラバマ | 32 | 7  | 17.5 | .504 | .389 | .723 | 4.0 | 1.1 | 1.1 | .4  | 5.5  |
| 2021–22  | アラバマ | 33 | 33 | 30.9 | .439 | .366 | .881 | 6.1 | 1.8 | 1.9 | .6  | 12.1 |
| 通算     | 通算     | 65 | 40 | 24.3 | .458 | .371 | .831 | 5.1 | 1.4 | 1.5 | .5  | 8.8  |